# Polymorphus swartzi
Polymorphus swartzi es una especie de gusano del género Polymorphus, familia Polymorphidae. Fue descrita por Schmidt en 1965. Se encuentra en América del Norte.
Tiene mayor similitud morfológica con Polymorphus strumosoides, diferenciándose de él en su forma del cuerpo, su armadura de la probóscide, su distribución de las espinas del tronco, su forma de los lemniscos y el tamaño de sus huevos.